# Bigelow Cooper
Bigelow Cooper, nato Jackson Bigelow Cooper (Springfield, 21 dicembre 1867 – Westchester County, 1953) è stato un attore statunitense.

## Biografia
Attore dal talento versatile, è attivo in teatro dai primi del novecento .
A partire dagli anni dieci, partecipa a circa 170 fra corti e lungometraggi, fino al 1927, lavorando per la Vitagraph e la Edison, spaziando dal dramma, alla commedia, al western.
La sua carriera cinematografica si interrompe negli anni dell'avvento del cinema sonoro.

## Filmografia
- How the Telephone Came to Town, regia di C.J. Williams – cortometraggio (1911)
- The Rise and Fall of Weary Willie, regia di C.J. Williams – cortometraggio (1911)
- Love and Hatred – cortometraggio
- Home, regia di Oscar Apfel – cortometraggio (1911)
- The Troubles of A. Butler, regia di C.J. Williams – cortometraggio (1911)
- The Awakening of John Bond, regia di Oscar Apfel e Charles Brabin – cortometraggio (1911)
- Santa Claus and the Clubman, regia di Ashley Miller – cortometraggio (1911)
- How Sir Andrew Lost His Vote, regia di Ashley Miller – cortometraggio (1911)
- Please Remit – cortometraggio (1912)
- Max and Maurice – cortometraggio (1912)
- Mother and Daughters – cortometraggio (1912)
- Lucky Dog – cortometraggio (1912)
- The Commuter's Wife – cortometraggio (1912)
- The Corsican Brothers, regia di James Searle Dawley e Oscar Apfel – cortometraggio (1912)
- Hogan's Alley – cortometraggio (1912)
- Children Who Labor, regia di Ashley Miller – cortometraggio (1912)
- Charlie's Reform, regia di Ashley Miller – cortometraggio (1912)
- The Boss of Lumber Camp Number Four, regia di Oscar Apfel – cortometraggio (1912)
- An Unusual Sacrifice – cortometraggio (1912)
- Blinks and Jinks, Attorneys at Law, regia di C.J. Williams – cortometraggio (1912)
- Billie – cortometraggio (1912)
- Very Much Engaged, regia di C.J. Williams – cortometraggio (1912)
- The Man Who Made Good, regia di James Searle Dawley – cortometraggio (1912)
- Martin Chuzzlewit, regia di Oscar Apfel e James Searle Dawley – cortometraggio (1912)
- The Workman's Lesson – cortometraggio (1912)
- The Little Artist of the Market – cortometraggio (1912)
- What Happened to Mary?, regia di Charles Brabin - serial (1912)
- Mr. Pickwick's Predicament, regia di J. Searle Dawley – cortometraggio (1912)
- Helping John, regia di Bannister Merwin  – cortometraggio (1912)
- The Triangle – cortometraggio (1912)
- The Girl from the Country, regia di Harold M. Shaw (1912)
- The Land Beyond the Sunset, regia di Harold M. Shaw – cortometraggio (1912)
- Linked Together, regia di C. Jay Williams – cortometraggio (1912)
- The Old Reporter, regia di Harold M. Shaw – cortometraggio (1912)
- Sally Ann's Strategy, regia di C.Jay Williams – cortometraggio (1912)
- The Third Thanksgiving, regia di Harold M. Shaw – cortometraggio (1912) (1912)
- The Totville Eye, regia di C. Jay Williams – cortometraggio (1912)
- The Great Steeplechase
- On Donovan's Division, regia di Harold M. Shaw – cortometraggio (1912)
- The Winking Parson, regia di C.J. Williams – cortometraggio (1912)
- Saving the Game, regia di Charles M. Seay – cortometraggio (1912)
- Annie Crawls Upstairs, regia di Charles J. Brabin – cortometraggio (1912)
- No Place for a Minister's Son, regia di C. Jay Williams – cortometraggio (1912)
- A Proposal Under Difficulties, regia di C.J. Williams – cortometraggio (1912)
- The Crime of Carelessness, regia di Harold M. Shaw – cortometraggio (1912)
- For Her , regia di Harold M. Shaw – cortometraggio (1912)
- The New Day's Dawn, regia di Harold M. Shaw – cortometraggio (1912)
- It Is Never Too Late to Mend - regia di Charles M. Seay – cortometraggio (1913)
- At Bear Track Gulch, regia di Harold M. Shaw – cortometraggio (1913)
- The Ambassador's Daughter, regia di Charles Brabin – cortometraggio (1913)
- A Serenade by Proxy, regia di C.J. Williams – cortometraggio (1913)
- The Princess and the Man, regia di Charles Brabin – cortometraggio (1913)
- The Will of the People, regia di George Lessey – cortometraggio (1913)
- A Will and a Way, regia di Charles Brabin – cortometraggio (1913)
- Aunt Elsa's Visit, regia di Charles M. Seay – cortometraggio (1913)
- The Gauntlets of Washington, regia di J. Searle Dawley e Walter Edwin – cortometraggio (1913)
- Between Orton Junction and Fallonville, regia di Charles M. Seay – cortometraggio (1913)
- The Inventor's Sketch, regia di George Lessey – cortometraggio (1913)
- A Shower of Slippers, regia di Charles M. Seay – cortometraggio (1913)
- The Man Who Wouldn't Marry, regia di Walter Edwin – cortometraggio (1913)
- A Splendid Scapegrace, regia di Charles J. Grahm – cortometraggio (1913)
- The One Hundred Dollar Elopement, regia di Charles M. Seay – cortometraggio (1913)
- The Heart of Valeska, regia di Ashley Miller – cortometraggio (1913)
- The Translation of a Savage, regia di Walter Edwin – cortometraggio (1913)
- An Almond-Eyed Maid, regia di Walter Edwin – cortometraggio (1913)
- Mercy Merrick, regia di Charles J. Brabin – cortometraggio (1913)
- The Evil Thereof – cortometraggio (1913)
- Mary Stuart, regia di Walter Edwin – cortometraggio (1913)
- Fortune Smiles, regia di George Lessey – cortometraggio (1913)
- Circumstances Make Heroes, regia di Charles M. Seay – cortometraggio (1913)
- A Gentleman's Gentleman, regia di Bannister Merwin – cortometraggio (1913)
- In the Old Dutch Times – cortometraggio (1913)
- On the Broad Stairway, regia di J. Searle Dawley – cortometraggio (1913)
- A Tardy Recognition, regia di George A. Lessey – cortometraggio (1913)
- The Greed of Osman Bey, regia di Richard Ridgely – cortometraggio (1913)
- The Treasure of Captain Kidd, regia di Richard Ridgely (1913)
- The Mystery of West Sedgwick – cortometraggio (1913)
- The Ghost of Granleigh, regia di J. Searle Dawley – cortometraggio (1913)
- Caste
- Hard Cash – cortometraggio (1913)
- In the Shadow of the Mountains, regia di George Lessey – cortometraggio (1913)
- Silas Marner, regia di Charles Brabin – cortometraggio (1913)
- His Nephew's Scheme, regia di Charles M. Seay – cortometraggio (1913)
- The Phantom Signal, regia di George Lessey – cortometraggio (1913)
- A Good Sport, regia di C.J. Williams – cortometraggio (1913)
- The Gunmaker of Moscow, regia di George Lessey – cortometraggio (1913)
- A Royal Romance, regia di Ashley Miller – cortometraggio (1913)
- Alexia's Strategy, regia di Walter Edwin – cortometraggio (1913)
- Peg o' the Movies, regia di George Lessey – cortometraggio (1913)
- A Night at the Inn, regia di Richard Ridgely – cortometraggio (1913)
- The Mexican's Gratitude, regia di Richard Ridgely – cortometraggio (1914)
- The Message in the Rose, regia di Richard Ridgely – cortometraggio (1914)
- A Romance of the Everglades, regia di Charles H. France – cortometraggio (1914)
- His Comrade's Wife, regia di Richard Ridgely – cortometraggio (1914)
- The Southerners – cortometraggio (1914)
- The Two Vanrevels, regia di Richard Ridgely – cortometraggio (1914)
- The Voice of Silence, regia di Richard Ridgely – cortometraggio (1914)
- A Warning from the Past, regia di Richard Ridgely – cortometraggio (1914)
- In the Days of Slavery, regia di Richard Ridgely – cortometraggio (1914)
- In the Shadow of Disgrace, regia di Richard Ridgely – cortometraggio (1914)
- Meg o' the Mountains – cortometraggio (1914)
- Across the Burning Trestle, regia di Richard Ridgely – cortometraggio (1914)
- Farmer Rodney's Daughter, regia di Richard Ridgely – cortometraggio (1914)
- A Tale of Old Tucson, regia di Richard Ridgely – cortometraggio (1914)
- The One Who Loved Him Best, regia di Richard Ridgely – cortometraggio (1914)
- In Lieu of Damages, regia di Richard Ridgely – cortometraggio (1914)
- The Blind Fiddler, regia di Richard Ridgely – cortometraggio (1914)
- Sheep's Clothing, regia di Charles M. Seay – cortometraggio (1914)
- The Case of the Vanished Bonds, regia di Langdon West – cortometraggio (1914)
- What Could She Do, regia di John H. Collins – cortometraggio (1914)
- A Gypsy Madcap, regia di Richard Ridgely – cortometraggio (1914)
- The Rose at the Door – cortometraggio (1914)
- The Vanishing of Olive, regia di Richard Ridgely – cortometraggio (1914)
- On Christmas Eve – cortometraggio (1914)
- The Colonel of the Red Hussars, regia di Richard Ridgely – cortometraggio (1914)
- The Man Who Vanished, regia di Langdon West – cortometraggio (1914)
- Mr. Daly's Wedding Day, regia di Langdon West – cortometraggio (1914)
- Young Mrs. Winthrop, regia di Richard Ridgely – cortometraggio (1915)
- Olive's Other Self, regia di Richard Ridgely – cortometraggio (1915)
- The Banker's Double, regia di Langdon West – cortometraggio (1915)
- Olive in the Madhouse, regia di Richard Ridgely – cortometraggio (1915)
- Olive and the Heirloom, regia di Richard Ridgely – cortometraggio (1915)
- Olive's Greatest Opportunity, regia di Richard Ridgely – cortometraggio (1915)
- The Glory of Clementina, regia di Ashley Miller – cortometraggio (1915)
- The Girl Who Kept Books, regia di Ashley Miller – cortometraggio (1915)
- The Mission of Mr. Foo, regia di John H. Collins – cortometraggio (1915)
- On the Stroke of Twelve, regia di John H. Collins – cortometraggio (1915)
- Killed Against Orders, regia di Langdon West – cortometraggio (1915)
- A Deadly Hate, regia di Richard Ridgely – cortometraggio (1915)
- A Woman's Revenge, regia di Langdon West – cortometraggio (1915)
- Greater Than Art, regia di John H. Collins (1915)
- The Wrong Woman, regia di Richard Ridgely – cortometraggio (1915)
- The Tragedies of the Crystal Globe, regia di Richard Ridgely – cortometraggio (1915)
- Eugene Aram, regia di Richard Ridgely - mediometraggio (1915)
- The Bedouin's Sacrifice, regia di Harry Beaumont – cortometraggio (1915)
- The King of the Wire, regia di Ashley Miller – cortometraggio (1915)
- Shadows from the Past, regia di Richard J. Ridgely – cortometraggio (1915)
- The Ploughshare, regia di John H. Collins - mediometraggio (1915)
- Vanity Fair, regia di Charles Brabin e Eugene Nowland (1915)
- The Magic Skin, regia di Richard Ridgely (1915)
- Friend Wilson's Daughter, regia di Langdon West – cortometraggio (1915)
- The Truth About Helen, regia di Frank McGlynn Sr. (1915)
- The Hand of the Law, regia di Edward C. Taylor – cortometraggio (1915)
- When Love Is King, regia di Ben Turbett (1916)
- The Heart of the Hills, regia di Richard Ridgely (1916)
- The Martyrdom of Philip Strong, regia di Richard Ridgely (1916)
- A Message to Garcia, regia di Richard Ridgely (1916)
- The Master Passion, regia di Richard Ridgely (1917)
- God of Little Children, regia di Richard Ridgely (1917)
- Where Love Is
- Pride and the Devil
- Passion
- The Great Bradley Mystery
- The Tell-Tale Step
- The Ghost of Old Morro
- The Light in Darkness
- The Bottom of the Well, regia di John S. Robertson (1917)
- Seven Deadly Sins
- Rivelazione (Revelation), regia di George D. Baker (1918)
- The Wooing of Princess Pat
- Wild Primrose
- The Make-Believe Wife, regia di John S. Robertson (1918)
- Shadows of Suspicion
- The Test of Honor, regia di John S. Robertson (1919)
- The Country Cousin, regia di Alan Crosland (1919)
- Satan on Earth
- The Law of the Yukon, regia di Charles Miller (1920)
- Perilous Valley, regia di Harry Grossman (1920)
- God's Crucible, regia di Henry MacRae (1921)
- The Prophet's Paradise, regia di Alan Crosland (1922)
- The Exciters, regia di Maurice Campbell (1923)
- Another Scandal, regia di Edward H. Griffith (1924)
- Bad Company, regia di Edward H. Griffith (1925)
- White Mice, regia di Edward H. Griffith (1926)
- The Broadway Drifter, regia di Bernard McEveety (1927)